# Coupe Mitropa 1990
Navigation
Édition précédente Édition suivante
La Coupe Mitropa 1990 est la quarante-neuvième édition de la Coupe Mitropa. Elle est disputée par six clubs provenant de quatre pays européens.
L'AS Bari remporte le titre en battant en finale le Genoa CFC, sur le score d'un but à zéro.

## Compétition

### Format
Les six équipes participantes sont séparées en deux groupes A et B. Dans chaque groupe, chaque équipe joue une fois contre les deux autres équipes. Une victoire vaut deux points, un match nul un point et une défaite ne rapporte aucun point. À l'issue de cette phase de groupes, les premiers de chaque groupe s'affrontent en finale sur un seul match. Le vainqueur de cette confrontation remporte la Coupe Mitropa 1990.

### Phase de groupes
Les matchs se déroulent en Italie du 17 au 19 mai 1990.

#### Groupe A
| Rang | Équipe          | Pts | J | G | N | P | Bp | Bc | Diff |  | Résultats (▼ dom., ► ext.) |  |     |     |
| ---- | --------------- | --- | - | - | - | - | -- | -- | ---- |  | -------------------------- |  | --- | --- |
| 1    | AS Bari         | 4   | 2 | 2 | 0 | 0 | 6  | 0  | +6   |  | AS Bari                    |  | 3-0 | 3-0 |
| 2    | Pécsi MSC       | 2   | 2 | 1 | 0 | 1 | 1  | 3  | -2   |  | Pécsi MSC                  |  |     |     |
| 3    | FK Radnicki Nis | 0   | 2 | 0 | 0 | 2 | 0  | 4  | -4   |  | FK Radnicki Nis            |  | 2-2 |     |

#### Groupe B
| Rang | Équipe           | Pts | J | G | N | P | Bp | Bc | Diff |  | Résultats (▼ dom., ► ext.) |  |     |     |
| ---- | ---------------- | --- | - | - | - | - | -- | -- | ---- |  | -------------------------- |  | --- | --- |
| 1    | Genoa CFC        | 3   | 2 | 1 | 1 | 0 | 6  | 0  | +6   |  | Genoa CFC                  |  | 0-0 | 6-0 |
| 2    | SK Slavia Prague | 3   | 2 | 1 | 1 | 0 | 2  | 0  | +2   |  | SK Slavia Prague           |  |     | 2-0 |
| 3    | NK Osijek        | 0   | 2 | 0 | 0 | 2 | 0  | 8  | -8   |  | NK Osijek                  |  |     |     |

### Finale
La finale se déroule sur un seul match, le 21 mai 1990 à Bari, au Stadio della Vittoria.
| Équipe 1 | Résultat | Équipe 2  |
| -------- | -------- | --------- |
| AS Bari  | 1-0      | Genoa CFC |